# 十陵南站
十陵南站位于中华人民共和国四川省成都市龙泉驿区桃都大道西端，是一座建设中的中国铁路车站，于2025年开工建设，预计2026年9月30日建成。本站是成都铁路枢纽“四主三辅”客运站规划中的一座辅助客运站，主要承担普速列车服务。
十陵南站场站按6台15线布置，其中东侧为成渝中线场4台9线（本期实施），预留远期成都-三台城际场2台6线。站房按最高聚集人数2300人设计，属于中型站，站房建筑面积23997.8平方米。